# 戈氏異育鱂
戈氏異育鱂，為輻鰭魚綱鯉齒目鯉齒亞目谷鱂科的其中一種，為熱帶淡水魚，分布於中美洲墨西哥Ameca河流域，體長可達6公分，棲息在砂泥底質、植被生長的淺水域，生活習性不明。

## 擴展閱讀
維基物種上的相關：戈氏異育鱂